# Jerry Buss
Pour les articles homonymes, voir Buss.
Gerald Hatten « Jerry » Buss, né le 27 janvier 1933 à Salt Lake City et mort le 18 février 2013  à Los Angeles, est un homme d'affaires américain.

## Biographie
Investisseur immobilier et chimiste, il était le propriétaire majoritaire de l'équipe de basket-ball professionnel des Lakers de Los Angeles dans la National Basketball Association (NBA). Sous sa direction, la franchise a remporté dix championnats étant à son apogée dans les années 1980 avec l'association Magic Johnson et Kareem Abdul-Jabbar. Buss était également propriétaire d'autres équipes de sport professionnel dans le sud de la Californie, comme les Kings de Los Angeles ou les Sparks de Los Angeles, et un amateur de poker.
Il a été intronisé au Basketball Hall of Fame en 2010.
C'est l'acteur John C. Reilly qui endosse son rôle dans la série télé qui évoque l'ascension de la franchise dans les années 1980, Winning Time: The Rise of the Lakers Dynasty (en), diffusée par HBO à partir de mars 2022.